# Windows RT
Windows RT (během vývoje známo jako Windows on ARM) je verze operačního systému Windows 8 pro zařízení s procesory ARM, zejména tedy tablety. Windows RT umožní spouštět pouze aplikace z Windows Store nebo zahrnuté v systému. Mezi aplikace předinstalované v systému patří i balík Microsoft Office 2013 (Word, Excel, PowerPoint a OneNote). Tato verze operačního systému nebude k dispozici jako samostatný produkt pro zákazníky, ale pouze předinstalovaná v zařízeních. Název Windows RT byl oznámen 16. dubna 2012.

## Zařízení
- Microsoft Surface (uveden 26. října 2012)
- Asus Vivo Tab RT
- Samsung ATIV Tab
- Dell XPS 10
- Lenovo IdeaPad Yoga 11
- Nokia Lumia 2520